# دیتر وایشرت
 دیتر وایشرت (انگلیسی: Dieter Weichert؛ زاده ۱۹۴۸) یک ریاضی‌دان، و فیزیک‌دان اهل آلمان است.